# Гравець року World Soccer
«Гравець року World Soccer» — щорічна футбольна нагорода, що вручається найкращому футболістові світу, який визначається шляхом опитування читачів авторитетного англійського журналу World Soccer починаючи з 1982 року

## Лауреати опитування журналуWorld Soccer
- 1982 –  Паоло Россі, Ювентус (23 %)
- 1983 –  Зіку, Удінезе (28 %)
- 1984 –  Мішель Платіні, Ювентус (54 %)
- 1985 –  Мішель Платіні, Ювентус (21 %)
- 1986 –  Дієго Марадона, Наполі (36 %)
- 1987 –  Рууд Гулліт, Мілан (39 %)
- 1988 –  Марко ван Бастен, Мілан (43 %)
- 1989 –  Рууд Гулліт, Мілан (24 %)
- 1990 –  Лотар Маттеус, Інтер (22 %)
- 1991 –  Жан-П'єр Папен, Марсель (25 %)
- 1992 –  Марко ван Бастен, Мілан (19 %)
- 1993 –  Роберто Баджо, Ювентус (14 %)
- 1994 –  Паоло Мальдіні, Мілан (27 %)
- 1995 –  Джанлука Віаллі, Ювентус (18 %)
- 1996 –  Роналду, Барселона (17 %)
- 1997 –  Роналду, Інтер (27 %)
- 1998 –  Зінедін Зідан, Ювентус (23 %)
- 1999 –  Рівалдо, Барселона (42 %)
- 2000 –  Луїш Фігу, Барселона & Реал (Мадрид) (26 %)
- 2001 –  Майкл Оуен, Ліверпуль (31 %)
- 2002 –  Роналду, Реал (Мадрид) (26 %)
- 2003 –  Павел Недвед, Ювентус (36 %)
- 2004 –  Роналдінью, Барселона (29 %)
- 2005 –  Роналдінью, Барселона (39 %)
- 2006 –  Фабіо Каннаваро, Реал (Мадрид) (40 %)
- 2007 –  Кака, Мілан (52 %)[1]
- 2008 –  Кріштіану Роналду, Манчестер Юнайтед (48.4 %)[2]
- 2009 –  Ліонель Мессі, Барселона (43.2 %)[3]
- 2010 –  Хаві Ернандес, Барселона (25.8 %)
- 2011 –  Ліонель Мессі, Барселона (60.2 %)
- 2012 –  Ліонель Мессі, Барселона (47.33 %)[4]
- 2013 –  Кріштіану Роналду, Реал (Мадрид)[5]
- 2014 –  Кріштіану Роналду, Реал (Мадрид)[6]
- 2015 –  Ліонель Мессі, Барселона[7]
- 2016 –  Кріштіану Роналду, Реал (Мадрид)
- 2017 –  Кріштіану Роналду, Реал (Мадрид)
- 2018 –  Лука Модрич, Реал (Мадрид)[8]
- 2019 –  Ліонель Мессі, Барселона

### Багаторазові переможці
|   | Гравець           | Перемоги |
| - | ----------------- | -------- |
| 1 | Ліонель Мессі     | 5        |
| 1 | Кріштіану Роналду | 5        |
| 3 | Роналду           | 3        |
| 4 | Мішель Платіні    | 2        |
| = | Рууд Гулліт       | 2        |
| = | Марко ван Бастен  | 2        |
| = | Роналдінью        | 2        |

### Переможці за країнами
|   | Країна     | Перемоги |
| - | ---------- | -------- |
| 1 | Бразилія   | 8        |
| 2 | Португалія | 6        |
| = | Аргентина  | 6        |
| 4 | Італія     | 5        |
| 5 | Франція    | 4        |
| = | Нідерланди | 4        |
| 7 | Німеччина  | 1        |
| = | Чехія      | 1        |
| = | Англія     | 1        |
| = | Іспанія    | 1        |
| = | Хорватія   | 1        |

### Переможці за клубами
|   | Клуб              | Перемоги |
| - | ----------------- | -------- |
| 1 | Барселона         | 11       |
| 2 | Реал (Мадрид)     | 8        |
| 3 | Ювентус           | 7        |
| 4 | Мілан             | 6        |
| 5 | Інтер             | 2        |
| 6 | Удінезе           | 1        |
| 6 | Наполі            | 1        |
| 6 | Марсель           | 1        |
| 6 | Ліверпуль         | 1        |
| 6 | Манчестер Юнайтед | 1        |

### Переможці за чемпіонатами
|   | Чемпіонат | Перемоги |
| - | --------- | -------- |
| 1 | Іспанія   | 18       |
| 2 | Італія    | 17       |
| 3 | Англія    | 2        |
| 4 | Франція   | 1        |

## Інші нагороди World Soccer
- Тренер року
- Команда року